# Euxoa lapidosa
Euxoa lapidosa är en fjärilsart som beskrevs av Ludwig Carl Friedrich Graeser 1892. Euxoa lapidosa ingår i släktet Euxoa och familjen nattflyn. Inga underarter finns listade i Catalogue of Life.